# یواس‌اس اسکری (ای‌ام-۳۰۴)
یواس‌اس اسکری (ای‌ام-۳۰۴) (به انگلیسی: USS Scurry (AM-304)) یک کشتی بود که طول آن ۱۸۴ فوت ۶ اینچ (۵۶٫۲۴ متر) بود. این کشتی در سال ۱۹۴۳ ساخته شد.